# Lotar Hintz
Lotar Hintz (* 1908; † 1982) war ein deutscher Orgelbauer. Er gründete seine Firma 1945 in Köln und ließ sich 1948 im saarländischen Heusweiler nieder. Der Filialbetrieb in Köln wurde noch längere Zeit aufrechterhalten. Die Firma bestand bis etwa 1972.

## Werkliste (Auszug)
| Jahr   | Ort                         | Gebäude                              | Bild | Manuale | Register | Bemerkungen |
| ------ | --------------------------- | ------------------------------------ | ---- | ------- | -------- | --- |
| 1936   | Berlin                      | Reichsausstellung „Deutschland“ 1936 |      |         |          | Meisterstück von Lotar Hintz, ausgeführt als kreisrunde Lampenorgel auf einem von der Decke hängenden Sockel.               |
| 1950   | Mönchengladbach-Odenkirchen | Evangelische Kirche                  |      | II/P    | 21       | erhalten |
| 1953   | Saarbrücken                 | Notkirche am 40er Grab               |      | I       | 5        | erhalten |
| 1954   | Saarbrücken-Malstatt        | Evangelische Kirche Malstatt         |      | II/P    | 29       | Vermutlich größter Orgelneubau von Hintz; original erhalten; vollmechanische Trakturen                                      |
| 1954   | Rohrbach (St. Ingbert)      | Christuskirche                       |      | II/P    | 15       | 1976 Umbau durch Strothmann (Saarbrücken); 2001/2006 Umbau durch Peter Ohlert (Kirkel); erhalten; vollmechanische Trakturen |
| ~ 1960 | Riegelsberg                 | Evangelische Kirche                  |      | II/P    | 18       | Aus Teilen älterer Orgeln; 2002 ersetzt durch Neubau Mayer                                                                  |
| 1960   | Walpershofen                | Evangelische Kirche                  |      | II/P    | 13       | 2005 ersetzt durch Neubau Mayer; einige Pfeifen wiederverwendet                                                             |
| 1966   | Zweibrücken-Ixheim          | Friedenskirche                       |      | II/P    | 20       | |
| 1967   | Geiß-Nidda                  | Evangelische Kirche                  |      | II/P    | 13       | |